# City Lights (canção)
City Lights é uma canção da cantora Blanche. Representou a Bélgica no Festival Eurovisão da Canção 2017.
Foi a quinta canção a ser interpretada, na 1ª semi-final a seguir a canção da Albânia "World" e antes da canção da Montenegro "Space". Terminou a competição em 4º lugar com 165 pontos, conseguindo passar à final.
Na final, foi a vigésima-terceira canção a ser interpretada, a seguir a canção da Ucrânia "Time" e antes da canção da Suécia "I Can't Go On". Terminou a competição em 4º lugar (entre 26 participantes) com 363 pontos.

## Faixas e formatos
| Download digital |                   |         |  |
| N.º              | Título            | Duração |  |
| 1.               | "Don't Come Easy" | 2:54    |  |

## Lista de posições
| Lista (2017)                                   | Melhor posição |
| ---------------------------------------------- | -------------- |
| Áustria (Ö3 Austria Top 75)                    | 14             |
| Bélgica (Ultratop 50 de Flandres)              | 1              |
| Bélgica (Ultratop 50 da Valônia)               | 2              |
| Finlândia (Latauslista Download)               | 10             |
| France (SNEP)                                  | 35             |
| O campo songid é OBRIGATÓRIO PARA PARADA ALEMÃ | 38             |
| Hungria (Single Top 40)                        | 12             |
| Iceland (RÚV)                                  | 3              |
| Lithuania (M-1 Top 40)                         | 1              |
| Países Baixos (Single Top 100)                 | 39             |
| Polónia (Polish Airplay Top 100)               | 23             |
| Portugal (AFP)                                 | 49             |
| Escócia (Scottish Singles Chart)               | 38             |
| Espanha (PROMUSICAE)                           | 21             |
| Sweden (Sverigetopplistan)                     | 18             |
| Suíça (Schweizer Hitparade)                    | 24             |
| Reino Unido (Singles Downloads Chart)          | 36             |

## Lançamento
| País  | Data               | Formato          | Editora         |
| ----- | ------------------ | ---------------- | --------------- |
| Mundo | 8 de março de 2017 | Descarga digital | PIAS Recordings |